# Femininer Masochismus
Der von Sigmund Freud 1924 in die psychoanalytische Theoriebildung eingeführte Begriff femininer Masochismus ist eine abgeleitete Form des primären oder erogenen Masochismus, womit ganz allgemein die Bindung der sexuellen Lust an Schmerz gemeint ist. Treten Schuldgefühle hinzu, spricht Freud von dem sekundären bzw. moralischen Masochismus. Im Rahmen der psychoanalytischen Theorie ist der feminine Masochismus eine jedem menschlichen – also männlichen und weiblichen – Wesen immanente Möglichkeit, in passiver Weise Lust am Schmerz zu empfinden.

## Der feminine Masochismus bei Sigmund Freud
In „Das ökonomische Problem des Masochismus“ (1924) schreibt Freud: „Wir kennen diese Art des Masochismus beim Manne (auf den ich mich aus Gründen des Materials hier beschränke) in zureichender Weise aus den Phantasien masochistischer (häufig darum impotenter) Personen, die entweder in den onanistischen Akt auslaufen oder für sich allein die Sexualbefriedigung darstellen. Mit den Phantasien stimmen vollkommen überein die realen Veranstaltungen masochistischer Perverser, sei es, dass sie als Selbstzweck durchgeführt werden oder zur Herstellung der Potenz und Einleitung des Geschlechtsakts dienen. In beiden Fällen – die Veranstaltungen sind ja nur die spielerische Ausführung der Phantasien – ist der manifeste Inhalt: geknebelt, gebunden, in schmerzhafter Weise geschlagen, gepeitscht, irgendwie mißhandelt, zum unbedingten Gehorsam gezwungen, beschmutzt, erniedrigt zu werden (…) Hat man aber Gelegenheit, Fälle zu studieren, in denen die masochistischen Phantasien eine besonders reiche Verarbeitung erfahren haben, so macht man leicht die Entdeckung, dass sie die Person in eine für die Weiblichkeit charakteristische Situation versetzen, also Kastriertwerden, Koitiertwerden oder Gebären bedeuten. Ich habe darum diese Erscheinungsform den femininen, gleichsam a potiori, genannt, obwohl so viele seiner Elemente auf das Infantilleben hinweisen.“

## Der weibliche Masochismus bei Helene Deutsch
Während Freud also unter dem femininen Masochismus nicht den „Masochismus der Frau“ verstand, wurde der Begriff von der Psychoanalytikerin Helene Deutsch tatsächlich in diesem Sinne verwendet. In ihrer klassischen Schrift „Psychologie der Frau“ schreibt sie zum weiblichen Masochismus: „Die Anpassung an die Realität und die bereitwillige Erfüllung ihr vom Schicksal zugewiesener Funktionen erfordert vom Weibe ein gewisses Ausmaß an Masochismus. Die ganze Fortpflanzungsfunktion von Beginn bis zum Ende, auch dort, wo sie den größten Lustzwecken dient, erfordert eine weitgehende Toleranz für schmerzhaftes Erleiden. Die realen Gefahren des weiblichen „Dienstes für die Art“ geben ihr die Möglichkeit, ihren weiblichen Masochismus und ihre allgemein menschliche Angst zu verarbeiten. Diese Leistung der Frau scheint dem individuellen Streben nach Lust entgegenzuwirken. In den Funktionen des Genitalapparates müssen die entgegengesetzten Interessen: des Individuums, das nach Lust strebt, und die der Art, die mit Schmerz verbunden sind, zu einem Einklang kommen. Sie können sich nur dadurch verbinden, dass dem Schmerz selbst der Charakter der Lust zugesprochen wird. Alle inneren Vorbereitungen des weiblichen Wesens zum Sexualakt und zu den Fortpflanzungsfunktionen sind mit masochistischen Vorstellungen verknüpft. Die Vorstellungen des Koitus hängen eng mit dem Deflorationsakt zusammen, und dieser ist mit den Ideen der Vergewaltigung und eines schmerzhaften Eindringens in den Körper verbunden (…) Ein gewisses Ausmaß an Masochismus ist dem Weibe nötig, um zur Übernahme der schmerzhaften Sexualfunktionen psychologisch bereit zu sein.“
Im Falle einer starken Verdrängung der masochistischen Tendenzen könne dies nach Ansicht von Deutsch zu einer  „narzisstischen Besetzung des weiblichen Ichs“, einer „Flucht vor der Weiblichkeit“ und zu einem „Ausweichen in die Vateridentifizierung“ und auf diese Weise letztlich zur Frigidität führen.

## Heutige Sichtweise
Beim sexuellen Masochismus wird der reale (nicht ein virtueller) Akt der Demütigung oder totalen Submission, dabei häufig das Geschlagen- bzw. Gefesseltwerden, als sexuell intensiv erregend empfunden. Der reale (also nicht nur phantasierte) sexuelle Masochismus gehört – bei vorhandenem Leidensdruck – zu den Störungen der sexuellen Präferenzen (paraphile Störungen). Empirisch kommen masochistische Sexualisierungen deutlich häufiger bei Männern vor als bei Frauen. Darüber hinaus fällt auf, dass die Extremformen masochistischer Sexualpraktiken, die eine Fülle selbst ausgeführter lebensgefährlicher Handlungen (z. B. Drosselungen) umfassen, fast ausschließlich bei Männern vorkommen. Das Verhältnis von Männern zu Frauen bei autoerotischen Todesfällen in den USA liegt bei etwa 20:1.